# Haiga
Haiga (俳画) je tradičný umělecký žánr syntetizující malbu, poezii haiku a kaligrafii.
Spojuje jednoduchou kresbu štětcem a báseň haiku provedenou kaligrafií.
Novodobá haiga kromě haiku také obsahuje moderní obrazová vyjádření, např. fotografii nebo digitální umění. Tradiční haiga je dosud oblíbená.
Stejně jako v haiku, které se často skládá ze dvou částí stavěných do protikladu, také v kompozici haiga samotná kresba představuje protipól haiku. Stejně jako v haiku téma kompozice nemusí být přímo obsaženo ani v kresbě, ani v haiku. Je na čtenáři, aby téma objevil ve vzájemném vztahu těchto dvou elementů.